# Schoonspringen op de Olympische Zomerspelen 1956
Schoonspringen is een van de sporten die beoefend werden tijdens de Olympische Zomerspelen 1956 in Melbourne.

## Heren

### 3 m plank
| rang   | sporter            | land | punten |
| ------ | ------------------ | ---- | ------ |
| Goud   | Robert Clotworthy  | USA  | 159.56 |
| Zilver | Donald Harper      | USA  | 156.23 |
| Brons  | Joaquin Capilla    | MEX  | 150.69 |
| 4      | Glen Whitten       | USA  | 148.55 |
| 5      | Gennadi Oedalov    | URS  | 140.64 |
| 6      | Roman Brener       | URS  | 139.14 |
| 7      | Günther Mund Borgs | CHI  | 137.53 |
| 8      | József Gerlach     | HUN  | 136.08 |

### 10 m torenspringen
| rang   | sporter           | land | punten |
| ------ | ----------------- | ---- | ------ |
| Goud   | Joaquin Capilla   | MEX  | 152.44 |
| Zilver | Gary Tobian       | USA  | 152.41 |
| Brons  | Richard Connor    | USA  | 149.79 |
| 4      | József Gerlach    | HUN  | 149.25 |
| 5      | Roman Brener      | URS  | 142.95 |
| 6      | William Farrell   | USA  | 139.12 |
| 7      | Ferenc Siák       | HUN  | 138.83 |
| 8      | Michail Tsjatsjba | URS  | 134.52 |

## Dames

### 3 m plank
| rang   | sporter                 | land | punten |
| ------ | ----------------------- | ---- | ------ |
| Goud   | Patricia McCormick      | USA  | 142.36 |
| Zilver | Jeanne Stunyo           | USA  | 125.89 |
| Brons  | Irene MacDonald         | CAN  | 121.40 |
| 4      | Barbara Gilders         | USA  | 120.76 |
| 5      | Valentina Tsjoemitsjeva | URS  | 118.50 |
| 6      | Phyllis Long            | GBR  | 107.61 |
| 7      | Nicole Darrigrand       | FRA  | 106.32 |
| 8      | Kanoko Tsutani          | JPN  | 103.12 |

### 10 m torenspringen
| rang   | sporter                       | land | punten |
| ------ | ----------------------------- | ---- | ------ |
| Goud   | Patricia McCormick            | USA  | 84.85  |
| Zilver | Juno Stover-Irwin             | USA  | 81.64  |
| Brons  | Paula Myers                   | USA  | 81.58  |
| 4      | Nicole Darrigrand             | FRA  | 78.80  |
| 5      | Tatjana Karakasjjants-Vereina | URS  | 76.95  |
| 6      | Ljoebov Zjigalova             | URS  | 76.40  |
| 7      | Phyllis Long                  | GBR  | 76.15  |
| 8      | Birte Hanson                  | SWE  | 75.21  |

## Medaillespiegel
| rang   | land             | goud | zilver | brons | totaal |
| ------ | ---------------- | ---- | ------ | ----- | ------ |
| 1      | Verenigde Staten | 3    | 4      | 2     | 9      |
| 2      | Mexico           | 1    | 0      | 1     | 2      |
| 3      | Canada           | 0    | 0      | 1     | 1      |
| totaal | totaal           | 4    | 4      | 4     | 12     |